# Вальдхайм
Ва́льдхайм (нем. Waldheim) — город в Германии, в земле Саксония. Подчинён административному округу Хемниц. Входит в состав района Дёбельн. Подчиняется управлению Вальдхайм.  Население составляет 8427 человек (на 31 декабря 2010 года). Занимает площадь 23,81 км². Официальный код  —  14 3 75 180.
Город подразделяется на 4 городских района.

## История
В конце апреля 1813 года, в ходе Наполеоновских войн здесь произошло несколько столкновений союзной русско-прусской армии с войсками Наполеона.

## Известные уроженцы
- Фишер фон Вальдгейм, Григорий Иванович (1771—1853) - русский естествоиспытатель.
- Анагарика Говинда (1898—1985) - известный немецкий буддист.